# Friesischer Rundfunk

Logo 2008–2012

Logo bis 2008

Der Friesische Rundfunk ist ein regionaler Fernsehsender mit Sitz in Friedeburg (Niedersachsen). Das Stamm-Programm FRF1 hat sein Sendegebiet im nordwestlichen Niedersachsen. Am 15. August 2005 hat der Friesische Rundfunk seinen Sendebetrieb zunächst aus Hinte testweise aufgenommen und strahlt seit dem 19. September 2005 im regulären Sendebetrieb aus. 2007 zog der Friesische Rundfunk nach Sande (Bahnhofstraße). Am 14. Februar 2009 wurde ein eigenes Fanzentrum im Gebäude des ehemaligen Sander Bürgerhauses eröffnet. 2010 folgte der komplette Senderumzug in das Bürgerhaus und im Januar 2018 der Umzug nach Friedeburg in einen ehemaligen Netto-Markt, das Sander Bürgerhaus wurde wenig später abgerissen. Zum Juli 2025 verlässt der FRF den Standort in Friedeburg und wird sich von 1.100m2 auf 75m2 verkleinern. Grund ist unter anderem die seit mehreren Jahren andauernde Schließung der angeschlossenen Gastronomie. 
Das Programm FRF4 für das südliche Westniedersachsen startete den Sendebetrieb im November 2007 und wurde Anfang 2011 eingestellt. Der Grund war der Start des dortigen Regionalfernsehsenders OS1.tv. Im Gegenzug wurden durch die Niedersächsische Landesmedienanstalt dem Friesischen Rundfunk die Kabelnetze in den Landkreisen Cuxhaven und Stade zugewiesen.

## Empfang
Das Programm des Friesischen Rundfunks ist ausschließlich im Kabelfernsehen zu empfangen. Das Verbreitungsgebiet von FRF1 erstreckte sich zunächst über 16 Landkreise, vier kreisfreie Städte, fünf Inseln und war in 400.000 analogen und digitalen Kabelhaushalten empfangbar. Zu empfangen war FRF1 zunächst über den Kanal von BBC World in der Zeit von 09:00–12:00 Uhr und 21:00–00:00 Uhr. Ausnahme ist Borkum, hier sendet man vormittags nur von 10:00–12:00 Uhr. Seit dem 1. Dezember 2011 hat der Sender einen eigenen Kanal (ehm. TV5) und sendet durchgängig 24 Stunden. FRF sendet in einer halbstündigen Sendeschleife, diese wird zwischen 14:00 und 15:00 Uhr aktualisiert.
Seit April 2012 wird der Friesische Rundfunk landesweit unverschlüsselt digital im niedersächsischen Kabelnetz ausgestrahlt und erreicht über 1,2 Millionen Haushalte. Seit dem 14. Juli 2016 ist der Sender in einigen Teilen Niedersachsen nicht mehr zu empfangen.
An der Kabelkopfstation Bremer Umland teilte man sich den Sendeplatz mit dem Fernsehsender Regio TV aus Lohne. Es läuft also eine Dauerschleife, bei der jeder Sender immer ca. eine Stunde lang gezeigt wird.
Ab dem 1. Juli 2020 ist der Fernsehsender auch bei MagentaTV und bei MeinKabel zuhause von der Telekom zu empfangen. Somit erreicht der Friesische Rundfunk mitsamt dem Kabelnetz von Vodafone KabelDeutschland rund 4,3 Millionen Haushalte im gesamten Bundesgebiet von Deutschland.

## Besonderheiten
In Niedersachsen war bis 2010 privater regionaler Rundfunk verboten. Ein privater Fernsehsender musste in ganz Niedersachsen ausstrahlen. Deshalb hatte der Friesische Rundfunk nur eine Genehmigung als Mediendienst erhalten. Moderationen durfte der Friesische Rundfunk daher nur als Verkaufsveranstaltung ausstrahlen. Nachrichten mussten dagegen als Text per eingeblendetem Laufband gezeigt werden. Anfang 2009 beschloss die Niedersächsische Landesregierung die Änderung des niedersächsischen Landesmediengesetzes. Zudem sollte geprüft werden, ob auch privater regionaler Rundfunk in Niedersachsen zugelassen werden sollte.
Am 18. Januar 2015 wurde der Friesische Rundfunk auf die Jobsuche des ehemaligen Moderators Walter Freiwald aufmerksam, der zu dieser Zeit im RTL-Dschungelcamp war. Der Sender machte ihm daraufhin ein Angebot, dass bundesweit durch die Medien ging. In der Online-Ausgabe der BILD-Zeitung war die Meldung als Titelgeschichte zu sehen, auch Fernsehteams von RTL und Pro7 hatten den Friesischen Rundfunk daraufhin besucht. Nachdem Walter den Dschungel verlassen hatte, war mit RTL und dem FRF ein großes Kennenlernen geplant, spontan sagte Walter Freiwald den Termin aber dann doch ab.

## Gesellschafter des FRF
Der Friesische Rundfunk, der nach einer Änderung des Landes-Mediengesetzes als erster Regionalfernsehsender Niedersachsens auf Sendung ging, hatte ab 2011 sieben Gesellschafter. Diese trennten sich jedoch von ihren Anteilen, nachdem der Sender auch im fünften Jahr weiter in der Verlustzone verblieb. Der Sender war daraufhin akut von der Schließung bedroht. Die Mitarbeiter kauften daraufhin alle Anteile der ehemaligen Gesellschafter auf.

## Kritik
Im Sommer 2007 mahnte die Niedersächsische Landesmedienanstalt den Friesischen Rundfunk ab, nachdem sich der Sender wiederholte Male über die Vorgaben im Niedersächsischen Mediengesetz hinweggesetzt hatte. So wurden im Falle einer Gewerbeschau im ostfriesischen Wittmund unter anderem Interviews mit anwesenden Bürgern ausgestrahlt, obwohl vertonte Beiträge zu diesem Zeitpunkt noch verboten waren. Als Reaktion auf die Verwarnung stellte der Friesische Rundfunk 14 Tage lang den Sendebetrieb an der Kopfstation Wittmund/Burhafe ein. Auf einer von Karl-Heinz Sünkenberg organisierten Demonstration wurde allerdings verkündet, den Senderbetrieb am nächsten Sendetag wieder aufzunehmen.